# Ратай, Игорь
Игорь Ратай (словац. Igor Rataj; род. 3 ноября 1973 года, Попрад, Чехословакия) — словацкий хоккеист, центральный и правый нападающий. Выступает за МсХК «Жилина» в Словацкой Экстралиге.

## Карьера
Воспитанник хоккейной школы ХК «Попрад». Выступал за ХК «Попрад», МХК «Кежмарок», «Слован» (Братислава), «Амур» (Хабаровск), ХК «Либерец», ХК «Зноемшти Орли», ХК «Пльзень», «Славия» (Прага), ХК «Кошице», МХК «Мартин».
В составе национальной сборной Словакии провел 42 матча (8 голов).
Чемпион Словакии (2000, 2002, 2003). Чемпион Чехии (2008).